# 闪灵侠
闪灵侠（英語：Spirit）是由美國作家、漫畫家威尔·埃斯纳所創造的一個專門從事打擊犯罪的虛構角色。他是一个带着佐罗式眼罩的侦探，首次出現在1940年6月2日美國週日報漫畫專欄7頁插頁的《閃靈專欄》裡。在此之后，这种风格成为最最流行的漫画风格。
在1941年至1942年間，闪灵侠是最受大家喜爱的漫画角色之一。在1970年代早期，真实自由出版社的荷兰籍编辑歐拉夫·司都普重印了《闪灵侠》，恢复了大家对埃斯纳作品的兴趣。更在2008年被拍成了電影。

## 其他媒體

### 電影
- 《閃靈俠》（2008）：由盖布瑞·马赫特飾演閃靈俠。